# آیویز
آیویز (انگلیسی: Aiways) شرکت خودروسازی چینی است، که در سال ۲۰۱۷ تأسیس شد.
آیویز از زمان تأسیس خود استانداردهای دقیق طراحی، ساخت، کیفیت و کنترل تولید خودروهای آلمانی را دنبال کرده و هدف آن ایجاد و ساخت محصولاتی مطابق با استانداردهای بین المللی است. کارخانه فوق هوشمند آن دارای استانداردهای Industry 4.0 بوده و در شانگریو واقع شده است. در این کارخانه آینده‌نگری، توجه به کاربردهای کلان و یک سیستم کنترل کیفیت با استانداردهای جهانی در تمام مراحل تولید مورد توجه قرار می‌گیرد و به همین دلیل با تولید کارآمد و دقیق محصولات، خودرویی مانند U6 قادر به کسب استانداردهای کیفیت خودروی اروپا و همتراز با فولکس واگن آلمان می‌شود.
<ref>در عین حال برند آیویز با شرکا و تأمین کنندگان برتر جهانی برای تکمیل یک بستر دیجیتالی توسعه محصول، زنجیره تأمین، تولید، بازاریابی و خدمات پس از فروش همکاری کرده و به طور موثر فرآیند تولید محصول و کیفیت تولید خود را تضمین می‌کند.<ref>
لازم به ذکر است که گروه TüV Rheinland به عنوان یک سازمان حرفه‌ای و شناخته شده به منظور آزمایش، بازرسی و صدور گواهینامه کیفی با برند آیویز همکاری می‌کند. TüV Rheinland بیش از 100 سال تجربه در زمینه بازرسی و صدور گواهینامه جهانی خودرو دارد و تمام زنجیره تأمین را پوشش داده و با ارائه خدمات حرفه‌ای خود به توسعه سالم صنعت خودروسازی چین کمک می‌کند.
TüV Rheinland در ابتدای تولید آیویز U6 وظیفه بازرسی و کنترل قطعات خودرو را انجام داده و آنها را از نظر عملکرد و کیفیت، مطابق با استانداردهای بین‌المللی کرده است